# Notobatrachus reigi
Notobatrachus reigi (лат.) — вид вымерших земноводных надотряда Salientia. Типовой экземпляр был обнаружен в формации Canadon Asfalta на территории Аргентины, в районе Северо-западной Патагонии (в провинции Чубут). Жили во времена келловейского века юрского периода.

## Описание
Длина представителей этого вида оценивается в 12 см исходя из предположения, что его пропорции тела схожи со вторым известным видом Notobatrachus — Notobatrachus degiustoi. Основные отличия от типового вида заключаются в наличии у N. reigi верхнечелюстных зубов только на передней трети кости (а также иное их строение и крепление), присутствии выраженного птеригоидного отростка нёбной части верхней челюсти и полное окостенение квадрато-югальной её части.